# Gynacantha hova
Gynacantha hova är en trollsländeart som beskrevs av Fraser 1956. Gynacantha hova ingår i släktet Gynacantha och familjen mosaiktrollsländor. IUCN kategoriserar arten globalt som otillräckligt studerad. Inga underarter finns listade i Catalogue of Life.